# Yvan Ischer
Yvan Ischer, né à Vevey le 7 novembre 1961, est un saxophoniste, journaliste, producteur et animateur radio vaudois.

## Biographie
Yvan Ischer naît le 7 novembre 1961 à Vevey, dans le canton de Vaud. Il grandit sur la Riviera vaudoise.  
Il organise avec son père, lui aussi fan de jazz, des concerts dans un café des hauts de Montreux alors qu'il est encore au gymnase,. ll publie des chroniques de jazz dans la presse locale à partir de 1974, d'abord sous le nom de son père, jusqu'à devenir un chroniqueur de référence en matière de jazz en Suisse romande,. 
Il est titulaire d'une licence en histoire de l'art.
Il est père de trois enfants.

### Parcours artistique
Il commence à l'âge de 20 ans un apprentissage autodidacte du saxophone, « en sortant d'un concert de Chet Baker ».
Il fonde de nombreux groupes, parmi lesquels Jazzistic en 1984 avec Daniel Thentz et Ivor Malherbe, puis Changes en 1985, et Alcatraz en 1987 avant d'intégrer le Big Band de Lausanne (BBL) en cette même année 1987.  De nombreux concerts et de nombreuses collaborations avec les musiciens de jazz de la région lui permettent de jouer, en 1989, avec le François Lindemann Octet, avec qui il sort son premier album, Different masks, et tourne aux États-Unis. En 1992, il crée le Yvan Ischer Quartet, qui sort la même année un album intitulé « Scorpio ». Il signe un nouvel album en 2005, intitulé « Sleepless », avec le groupe Scorpio 7. Il crée également le spectacle Big Bang avec Pascal Auberson, joué à Montreux en 1997. 
Il collabore avec des personnalités du jazz en Suisse tels que François Lindemann, Moncef Genoud, Thierry Lang et Max Jendly (de). Il joue ainsi au saxophone avec ce dernier en 2011 dans le spectacle J'ai un moral à tout casser !, consacré à Robert Lamoureux, et signe notamment les textes du spectacle musical Histoires de s'Miles, créé par le Big Bang de Max Jendly en hommage à Miles Davis en 2020,. 

### Autres activités
Yvan Ischer produit et présente depuis le 10 janvier 1987 l'émission JazzZ sur la radio Espace 2. D'abord quotidienne puis hebdomadaire à partir de 2016, l'émission renommée JazzZZ passe sur La Première en 2020. Elle a lancé de nombreux artistes, notamment Thierry Lang, Maurice Magnoni, Malcolm Braff, Matthieu Michel et Piano Seven, et produit plus de 250 albums.    
Il anime également l'émission éducative Magellan sur la Télévision suisse romande de son lancement en 1989 à fin 1994.   
Il a été l'un des programmateur du (C)Horus, boîte de jazz de Lausanne fondée en 1988. Il est le cofondateur avec Thierry Lang et Peter Schmidlin du Ollon Jazz Festival en 2001 (le festival disparaît en 2004).   
Depuis septembre 2016[réf. nécessaire], il anime l'émission La note bleue, sur Espace 2.

## Publications
- Jazz Story, Vevey, Éditions Mondo, 2003 (ISBN 2832005020)[17]
- (coauteur) Jazz in Switzerland 1930-1975, coffret de 4 CD, Élite, Musica Helvetica (SRI), 1997[18],[19]